# Teatro Giuseppe Verdi (Cesena)
Il Teatro Giuseppe Verdi è un teatro di Cesena, in provincia di Forlì-Cesena.

## Storia
Nel 1874 venne eretta l'Arena Giardino in prossimità della vecchie mura della città, dove sorge anche un giardino pubblico, a poca distanza dal teatro Alessandro Bonci. Successivamente l'arena fu modificata assumendo l'aspetto di un teatro e conservando la denominazione "Giardino"; vennero realizzati una platea ellittica e tre ordini sovrapposti a fascia continua, rispettivamente di gallerie e barcacce al primo ordine, palchi al secondo e loggione al terzo, sorretti da sottili colonnine in ghisa, palchi di proscenio e soffitto decorato. Vi si svolsero abitualmente spettacoli di vario genere: prosa, operetta, lirica ed esibizioni ginniche. Nel dicembre 1896 fu organizzata la prima proiezione cinematografica cesenate e, dopo un periodo di disinteresse per questa invenzione, dal 1904 gli spettacoli cinematografici occuparono con regolarità la programmazione del teatro che venne però interrotta nell'aprile 1907 quando un incendio danneggiò notevolmente il teatro che sarà ricostruito in breve tempo.
Dal 1919 assunse la denominazione definitiva di "Teatro Giuseppe Verdi" e fu sede di spettacoli di varietà, operette, veglioni di carnevale e proiezioni cinematografiche oltre a serate dedicate ai dibattiti politici quando il teatro venne noleggiato ai vari partiti.
Nel 1975 fu oggetto di un complessivo intervento di risistemazione che, pur non modificandone radicalmente la struttura, introdusse una sorta di mascheramento dell'aspetto originario. L'ultima stagione teatrale si svolse nel 1977-78, poi questo spazio fu destinato esclusivamente alle proiezioni cinematografiche fino agli inizi del XXI secolo quando un radicale intervento ne ha ridefinito aspetto e funzioni.
Il carattere di spazio polivalente, destinato fin dalla sua origine ad ospitare le più svariate forme di spettacolo, è stato integralmente recuperato e reinterpretato in chiave attuale, grazie ad un progetto di restauro affidato dai proprietari all'architetto Sanzio Castagnoli di Cesena. Intento principale del progettista è stato quello di togliere quanto negli anni era stato sovrapposto alla struttura originaria; attraverso un'operazione filologica estremamente rispettosa che, eliminando le innumerevoli superfetazioni e facendone riemergere l'ossatura, ha riproposto l'architettura della sala nella sua essenza grafica. Della funzione di cinematografo sono state conservate solo alcune 'memorie', quale la scala di accesso alla cabina di proiezione (che è stata eliminata), nonché la 'bocca di proiezione'. La platea in cemento è stata sostituita con un opportuno assito ligneo, mentre la rimozione dello schermo cinematografico ha riportato alla luce l'originale palcoscenico, rivelatosi di notevoli proporzioni, completo di argano e graticcio ligneo d'epoca. Il ripristino del lucernaio centrale, reso possibile entro l'antico perimetro, consente di inondare di luce zenitale la sala, permettendone una vivibilità diurna. Il design proposto da Giacomo Strada per quanto riguarda gli arredi 'dinamici', studiati coerentemente con la cifra stilistica della macchina teatrale, al fine di consentire un'efficace mobilità degli oggetti, rappresenta, con la scultura installata nel foyer, l'impatto più d'avanguardia. Francesco Bocchini ha infatti realizzato per il foyer di questo teatro una grande composizione a muro costituita da 160 maschere in lamiera di ferro dipinte ad olio, dedicate in modo ironico e irriverente a personaggi della musica classica e dello spettacolo. Il teatro così rinnovato si caratterizza per un'offerta culturale e d'intrattenimento particolarmente diversificata. 
Partendo dal presupposto che il linguaggio dell'arte nell'accezione più ampia delle sue molteplici espressioni è in grado di rinnovare lo spirito aggregativo, creativo e culturale, gli operatori del Verdi hanno dato vita ad una programmazione che intende il teatro nelle sue più eclettiche sfaccettature. Inoltre, al di fuori della programmazione ufficiale, questi spazi sono resi disponibili per attività altre, siano esse volte a promuovere un rapporto interattivo e dinamico con l'arte contemporanea attraverso esposizioni, presentazioni, incontri tra il pubblico e la critica, oppure per conferenze e iniziative aziendali. 
Dalla primavera del 2008 nel parco adiacente al teatro sono state collocate nove sculture in bronzo dedicate ai personaggi della Commedia dell'arte, opere realizzate dallo scultore Domenico Neri che le ha donate ala città.